# 黑海镇
黑海镇（羅馬化：Chernomorskiy）是俄罗斯克拉斯诺达尔边疆区的市级镇，属谢韦尔斯卡亚区，地处克拉斯诺达尔边疆区西部，在区行政中心谢韦尔斯卡亚西、边疆区首府克拉斯诺达尔西南方，东侧有同属一区的市级镇伊利斯基。A146公路穿过该地。
该地2021年人口有8,309人；2010年人口8,626；2002年人口8,346；1989年人口8,398。